# Edward Dutton (4e baron Sherborne)
Pour les articles homonymes, voir Edward Dutton et Dutton.
Edward Lenox Dutton (23 avril 1831 – 18 juillet 1919), 4e baron Sherborne (en), est un diplomate et homme politique britannique.

## Biographie
Fils de James Dutton (3e baron Sherborne) et petit-fils de Thomas Howard (16e comte de Suffolk), il suivit la carrière diplomatique, successivement en poste à Francfort et à Madrid.
En 1883, il succède à son père dans le titre de baron Sherborne (en) et à la Chambre des lords.
Il est président de la Bristol and Gloucestershire Archaelogical Society de 1887 à 1888.
Il épousa la fille du banquier Hermann Stern.

## Sources
- (en) Cet article est partiellement ou en totalité issu de l’article de Wikipédia en anglais intitulé « Edward Dutton, 4th Baron Sherborne » (voir la liste des auteurs).